# Jonathan Lewis
Jonathan Lewis (Atlanta, 1997. június 4. –) amerikai válogatott labdarúgó, a Colorado Rapids csatárja.

## Pályafutása

### Klubcsapatokban
Lewis a georgiai Atlanta városában született. Az ifjúsági pályafutását a Plantation Eagles és a Chicago Fire csapatában kezdte, majd az angliai RIASA és Kendall akadémiájánál folytatta.
2015-ben mutatkozott be a Bradford City felnőtt keretében. 2015-ben a Farsley Celticnél szerepelt kölcsönben. 2017-ben az észak-amerikai első osztályban szereplő New York City szerződtette. Először a 2017. március 18-ai, Montréal ellen 1–1-es döntetlennel zárult mérkőzés 79. percében, Jack Harrison cseréjeként lépett pályára. Első gólját 2017. augusztus 13-án, a LA Galaxy ellen idegenben 2–0-ra megnyert találkozón szerezte meg. 2018 őszén a Louisville City csapatát erősítette kölcsönben. 2019. május 8-án a Colorado Rapidshoz igazolt. 2019. május 12-én, a Real Salt Lake ellen 3–2-re elvesztett bajnokin debütált.

### A válogatottban
Lewis az U20-as és az U23-as korosztályú válogatottakban is képviselte Amerikát.
2019-ben debütált a felnőtt válogatottban. Először a 2019. január 28-ai, Panama ellen 3–0-ra megnyert mérkőzés 66. percében, Jeremy Ebobisset váltva lépett pályára. 2021. január 31-én, a Trinidad és Tobago ellen 7–0-ra megnyert barátságos mérkőzésen megszerezte első két válogatott gólját.

## Statisztikák
2023. június 25. szerint
| Klub            | Szezon   | Osztály  | Bajnokság | Bajnokság | Kupa  | Kupa | Nemzetközi | Nemzetközi | Összesen | Összesen |
| Klub            | Szezon   | Osztály  | Meccs     | Gól       | Meccs | Gól  | Meccs      | Gól        | Meccs    | Gól      |
| --------------- | -------- | -------- | --------- | --------- | ----- | ---- | ---------- | ---------- | -------- | -------- |
| New York City   | 2017     | MLS      | 12        | 2         | 1     | 0    | —          | —          | 13       | 2        |
| New York City   | 2018     | MLS      | 14        | 1         | 1     | 0    | —          | —          | 15       | 1        |
| New York City   | 2019     | MLS      | 6         | 0         | 0     | 0    | —          | —          | 6        | 0        |
| New York City   | Összesen | Összesen | 32        | 3         | 2     | 0    | 0          | 0          | 34       | 3        |
| Colorado Rapids | 2019     | MLS      | 16        | 5         | 0     | 0    | —          | —          | 16       | 5        |
| Colorado Rapids | 2020     | MLS      | 19        | 5         | 0     | 0    | —          | —          | 19       | 5        |
| Colorado Rapids | 2021     | MLS      | 28        | 7         | 0     | 0    | —          | —          | 28       | 7        |
| Colorado Rapids | 2022     | MLS      | 33        | 5         | 1     | 0    | 2          | 0          | 36       | 5        |
| Colorado Rapids | 2023     | MLS      | 18        | 1         | 3     | 3    | —          | —          | 21       | 4        |
| Colorado Rapids | Összesen | Összesen | 114       | 23        | 4     | 3    | 2          | 0          | 120      | 26       |
| Összesen        | Összesen | Összesen | 146       | 26        | 6     | 3    | 2          | 0          | 154      | 29       |

### A válogatottban
| Válogatott       | Év       | Pályára lépés | Gól |
| ---------------- | -------- | ------------- | --- |
| Egyesült Államok | 2019     | 5             | 0   |
| Egyesült Államok | 2020     | 1             | 0   |
| Egyesült Államok | 2021     | 2             | 2   |
| Összesen         | Összesen | 8             | 2   |

#### Góljai a válogatottban
| # | Időpont          | Helyszín                                             | Ellenfél           | Gólok | Eredmény | Kiírás              |
| - | ---------------- | ---------------------------------------------------- | ------------------ | ----- | -------- | ------------------- |
| 1 | 2021. január 31. | Exploria Stadion, Orlando, Amerikai Egyesült Államok | Trinidad és Tobago | 1–0   | 7–0      | Barátságos mérkőzés |
| 2 | 2021. január 31. | Exploria Stadion, Orlando, Amerikai Egyesült Államok | Trinidad és Tobago | 6–0   | 7–0      | Barátságos mérkőzés |

## Sikerei, díjai
Amerikai válogatott
- CONCACAF-aranykupa
  - Győztes (1): 2021
  - Döntős (1): 2019